# AMBER

AMBER é usado para minimizar a energia de alongamento de ligação desta molécula de etano.

AMBER (um acrônimo para Assisted Model Building with Energy Refinement) é uma família de campos de força para dinâmica molecular de biomoléculas desenvolvido originalmente pelo grupo de Peter Kollman na Universidade da Califórnia em São Francisco.  AMBER também é o nome para o pacote de software de dinâmica molecular que simula estes campos de força. É mantido por uma colaboração ativa entre David Case na Universidade Rutgers, Tom Cheatham na Universidade de Utah, Tom Darden no NIEHS, Ken Merz na Universidade Estadual de Michigan, Carlos Simmerling na Universidade Stony Brook, Ray Luo na UC Irvine, e Junmei Wang na Encysive Pharmaceuticals.

## Campo de força
O termo "campo de força AMBER" geralmente refere-se à forma funcional utilizada pelos campos de força AMBER. Esta forma inclui um número de parâmetros; cada membro da família de campos de força AMBER fornece valores para esses parâmetros e tem o seu próprio nome.

### Forma funcional
A forma funcional do campo de força AMBER é
{\displaystyle V(r^{N})=\sum _{\text{ligações}}k_{b}(l-l_{0})^{2}+\sum _{\text{ângulos}}k_{a}(\theta -\theta _{0})^{2}}

{\displaystyle +\sum _{\text{torsões}}\sum _{n}{\frac {1}{2}}V_{n}[1+\cos(n\omega -\gamma )]}
{\displaystyle +\sum _{j=1}^{N-1}\sum _{i=j+1}^{N}f_{ij}{\biggl \{}\epsilon _{ij}{\biggl [}\left({\frac {r_{0ij}}{r_{ij}}}\right)^{12}-2\left({\frac {r_{0ij}}{r_{ij}}}\right)^{6}{\biggr ]}+{\frac {q_{i}q_{j}}{4\pi \epsilon _{0}r_{ij}}}{\biggr \}}}

Note-se que, apesar do termo campo de força, esta equação define a energia potencial do sistema; a força é a derivada deste potencial em relação à posição.
O significado dos vários termos é como se segue:
- Primeiro termo ( somatório sobre as ligações): representa a energia entre os átomos ligados covalentemente. Esta força harmônica (tipo mola) é uma boa aproximação perto do equilíbrio do comprimento de ligação, mas torna-se cada vez mais pobre à medida que os átomos se afastam.
- Segundo termo (somatório sobre os ângulos): representa a energia, devido à geometria das orbitais de elétrons implicados na ligação covalente.
- Terceiro termo (somatório sobre as torções): representa a energia para torcer uma ligação devido à ordem de ligação (por exemplo ligações duplas) e ligações vizinhas ou pares solitários de elétrons. Note-se que uma ligação simples pode ter mais do que um destes termos, de tal modo que a energia torcional total é expressa como uma série de Fourier.
- Quarto termo (duplo somatório sobre {\displaystyle i}e {\displaystyle j}): representa a energia não-ligada entre todos os pares de átomos, que pode ser decomposta em forças de van der Waals (primeiro termo da soma) e  energias eletrostáticas (segundo termo da soma).

A forma da van der Waals de energia é calculada utilizando a distância de equilíbrio ({\displaystyle r_{0ij}}) e a profundidade do poço ({\displaystyle \epsilon }). O fator de {\displaystyle 2} garante que a distância de equilíbrio é {\displaystyle r_{0ij}}. A energia é, por vezes, reformulada em termos de {\displaystyle \sigma }, onde {\displaystyle r_{0ij}=2^{1/6}(\sigma )}, como usado e.g. na implementação dos potenciais de softcore.
A forma da energia eletrostática usada aqui assume que as cargas devidas aos prótons e elétrons em um átomo podem ser representadas por uma única carga pontual (ou, no caso dos conjuntos de parâmetros que empregam pares solitários, um pequeno número de cargas pontuais.)

### Conjuntos de parâmetros
Para se usar o campo de força AMBER, é necessário se ter valores para os parâmetros do campo de força (e.g. constantes de força, comprimentos de ligação de equilíbrio e ângulos, cargas). Um número relativamente grande desses conjuntos de parâmetros existem, e são descritos em detalhe no manual de utilizador do software AMBER. Cada conjunto de parâmetros tem um nome, e fornece parâmetros para certos tipos de moléculas.
- Parâmetros para peptídeos, proteínas, ácidos nucleicos são fornecidos por conjuntos de parâmetros com nomes começando com "ff" e contendo um número de ano de dois dígitos, por exemplo "ff99". Parâmetros para ácidos nucleicos foram implementados em diversas versões do AMBER.[3]
- GAFF (General AMBER force field) fornece parâmetros para as pequenas moléculas orgânicas para facilitar as simulações de fármacos, e os ligandos de moléculas pequenas, em conjugação com as biomoléculas.
- Os campos de força GLYCAM foram desenvolvidos por Rob Woods para simulação de carboidratos.

## Software
O pacote de software AMBER fornece um conjunto de programas para a aplicação dos campos de força AMBER em simulações de biomoléculas. Ele é escrito em Fortran 90 e C com suporte para a maioria dos sistemas Unix-like e compiladores. O desenvolvimento é conduzido por uma associação dispersa de laboratórios na sua maioria acadêmicos. Novas versões são geralmente lançadas na primavera de anos pares; O AMBER 10 foi lançado em abril de 2008. O software está disponível sob um contrato de licença de site, que inclui fonte completo, atualmente custa 500 dólares para uso não-comercial e 20.000 dólares para organizações comerciais.

### Programas
- LEaP  é usado para a preparação de arquivos de entrada para programas de simulação.
- Antechamber automates the process of parameterizing small organic molecules using GAFF
- SANDER (Simulated Annealing with NMR-Derived Energy Restraints) é o programa de simulação central e dispõe de instalações para minimização de energia e dinâmica molecular com uma grande variedade de opções
- pmemd é uma reimplementação um pouco mais limitada em recursos do que o SANDER por Bob Duke. Ele foi projetado com processamento paralelo em mente e tem um desempenho significativamente melhor do que o SANDER quando rodando em mais de 8–16 processadores
  - pmemd.cuda foi feita a fim de executar simulações em máquinas habilitadas para GPU
  - pmemd.amoeba  foi desenvolvido para lidar com os parâmetros extras no campo de força polarizável AMOEBA.
- nmode calcula modos normais
- ptraj fornece facilidades para análise numérica dos resultados da simulação. O AMBER não inclui capacidades de visualização; visualização é normalmente realizada com o VMD. Ptraj é agora não suportado a partir da AmberTools 13.
- cpptraj  é uma versão reescrita de ptraj feito em C ++ para fornecer uma análise mais rápida dos resultados da simulação. Várias ações foram feitas paralelizáveis com OpenMP e MPI
- MM-PBSA permite cálculos de solventes implícitos sobre snap shots de simulações de dinâmica molecular
- NAB é um ambiente embutido para construção de ácidos nucleicos feito para ajudar no processo de manipulação de proteínas e ácidos nucleicos, onde um nível atômico de descrição vai ajudar com a computação.